# Mawson Plateau

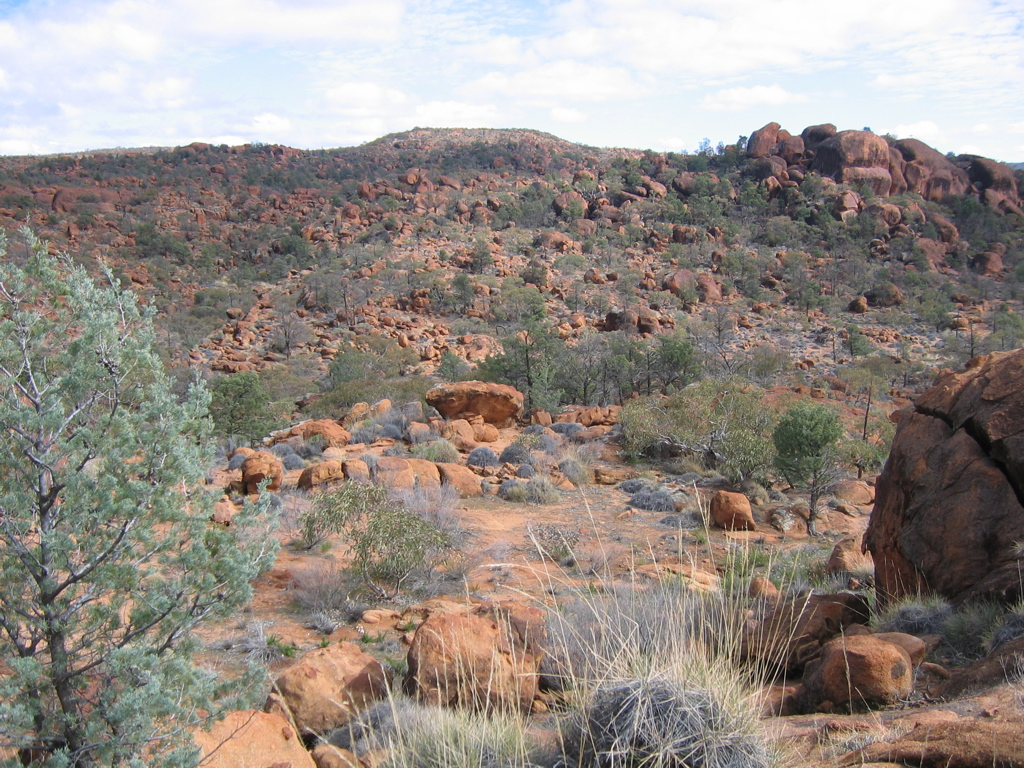
Paysage typique du Mawson Plateau

Le Mawson Plateau est un plateau australien situé en Australie-Méridionale dans la partie nord de la chaîne de Flinders.